# Јован Апамејски
Јован Апамејски хришћански писац и богослов из Апамеје, Сирија.
Његови списи су писани под снажним утицајем дела Евагрија Понтијског, која су му била доступна преко сиријских превода тог времена. Његова дела су извршила утицај на  светог Исака Сирина, плодног сиријског хришћанског писца мистичара из 7. века.
Идентитет историјског Јована од Апамеје је контроверзан. Неки научници су предложили да су он у ствари били две или три одвојене особе:
- Јован Самац из Апамеје познат је и као Јован Самац из Апамеје.
- Јован из Апамеје, такође познат као Јован Египћанин (5. век), био је писац кога је Филоксен из Мабуга осудио као јеретика.
- Јован Апамејски (8. век), писац осуђен као јеретик под Тимотејем Селевкијским, Патријархом Цркве Истока

## Тиха молитва
Јован из Апамеје познат је по својим иновативним идејама о тихој молитви. Ашкелони (2012) наводи да је Јован из Апамеје први познати хришћански писац који је систематски писао о теорији тихе молитве. У Дијалогу о души, Јован из Апамеје предлаже да су три степена (или нивоа) тихе молитве они тела, душе и коначно духа. Као такви, постоје три нивоа тиховања. Први је престанак говора; други је смиреност душе у којој ум више не мора да се бори са ометајућим мислима; и на крају, тишина духа у којој тишина прелази преко душе или ега.

## Књижевна дела
Библиографија списа Јована од Апамеје, од Себастијана Брока (1995) саржи
- Коментар на Кохелет (Проповедник)
- Кефалаја
- Писма
- Писмо Исихију[
- О молитви[тражи се извор]
- Питања
- Дијалог о души
- Дијалози са Таумасијем
- Трактати
- Додатни рукопис Британске библиотеке 17170 је сиријски рукопис Естрангеле из 774-5. не са 88 листова велума који садржи различите списе Јована од Апамеје. На свакој страници постоје две колоне текста. Испод су различити текстови приписани Јовану од Апамеје у рукопису, као што је цитирано у Стротхманн (1972)
- Крај другог говора о новом свету
- Разговор о испуњењу будућих обећања
- Питања и одговори
- Беседе о блаженствима
- Беседа о Римљанима 8:18
- Беседа о Ефесцима 6:11
- Подстицање на љубав
- Правила и наредбе
- Подстицање на врлину
- Утешно обраћање прогнанима Христа ради
- Писмо Маркијану
- Писмо Исихију
- Таумасијево писмо Јовану
- Три говора о мистерији Христове диспензације, упућене Таумасију
- Јованово писмо Таумасију